# District métropolitain de Rotherham
Le district métropolitain de Rotherham  (Metropolitan Borough of Rotherham en anglais) est un district métropolitain du Yorkshire du Sud, en Angleterre. Il porte le nom de sa principale ville, Rotherham, et comprend également les villes de Maltby, Rawmarsh, Swinton et Wath-upon-Dearne.

## Histoire
Le district est créé le 1er avril 1974 en application du Local Government Act 1972. Il est issu de la fusion de l'ancien district de comté de Rotherham avec les districts urbains de Maltby, Rawmarsh, Swinton et Wath-upon-Dearne, le district rural de Rotherham, et le district rural de Kiveton Park.

## Localités
Le district comprend les localités suivantes :
- Anston
- Aston
- Aughton
- Bramley
- Brampton Bierlow
- Brinsworth
- Brecks
- Canklow
- Catcliffe
- Clifton
- Dinnington
- East Dene
- East Herringthorpe
- Firbeck
- Gildingwells
- Greasbrough
- Harthill
- Hellaby
- Herringthorpe
- Kimberworth
- Kimberworth Park
- Kiveton Park
- Laughton-en-le-Morthen
- Letwell
- Maltby
- Manvers
- Masbrough
- Morthen
- Parkgate
- Ravenfield
- Rawmarsh
- Rotherham
- Ryecroft
- Swallownest
- Swinton
- Sunnyside
- Templeborough
- Thorpe Hesley
- Thorpe Salvin
- Thrybergh
- Thurcroft
- Todwick
- Treeton
- Ulley
- Wales
- Wath-upon-Dearne
- Wentworth
- West Melton
- Whiston
- Wickersley
- Woodsetts

## Crédit d'auteurs
- (en) Cet article est partiellement ou en totalité issu de l’article de Wikipédia en anglais intitulé « Metropolitan Borough of Rotherham » (voir la liste des auteurs).